# Сурлис, Василис
Василис Сурлис (греч. Βασίλης Σουρλής; 16 ноября 2002, Амфилохия, Греция) — греческий футболист, полузащитник клуба «Ламия».

## Клубная карьера
Сурлис — воспитанник клуба «Олимпиакос». 15 июля 2020 года в матче против ОФИ он дебютировал в греческой Суперлиге. В своём дебютном сезоне Сурлис стал чемпионом Греции.
В июле 2022 года перешёл на правах аренды в нидерландскую «Фортуну». В январе 2023 года арендное соглашение было расторгнуто.

## Международная карьера
В 2019 году в составе юношеской сборной Греции Губинек принял участие в молодёжном чемпионата Европы в Ирландии. На турнире он сыграл в матче против команды Бельгии, Ирландии и Чехии.

## Достижения
Клубные
 «Олимпиакос»
- Победитель чемпионата Греции — 2019/2020